# Баллибриттас

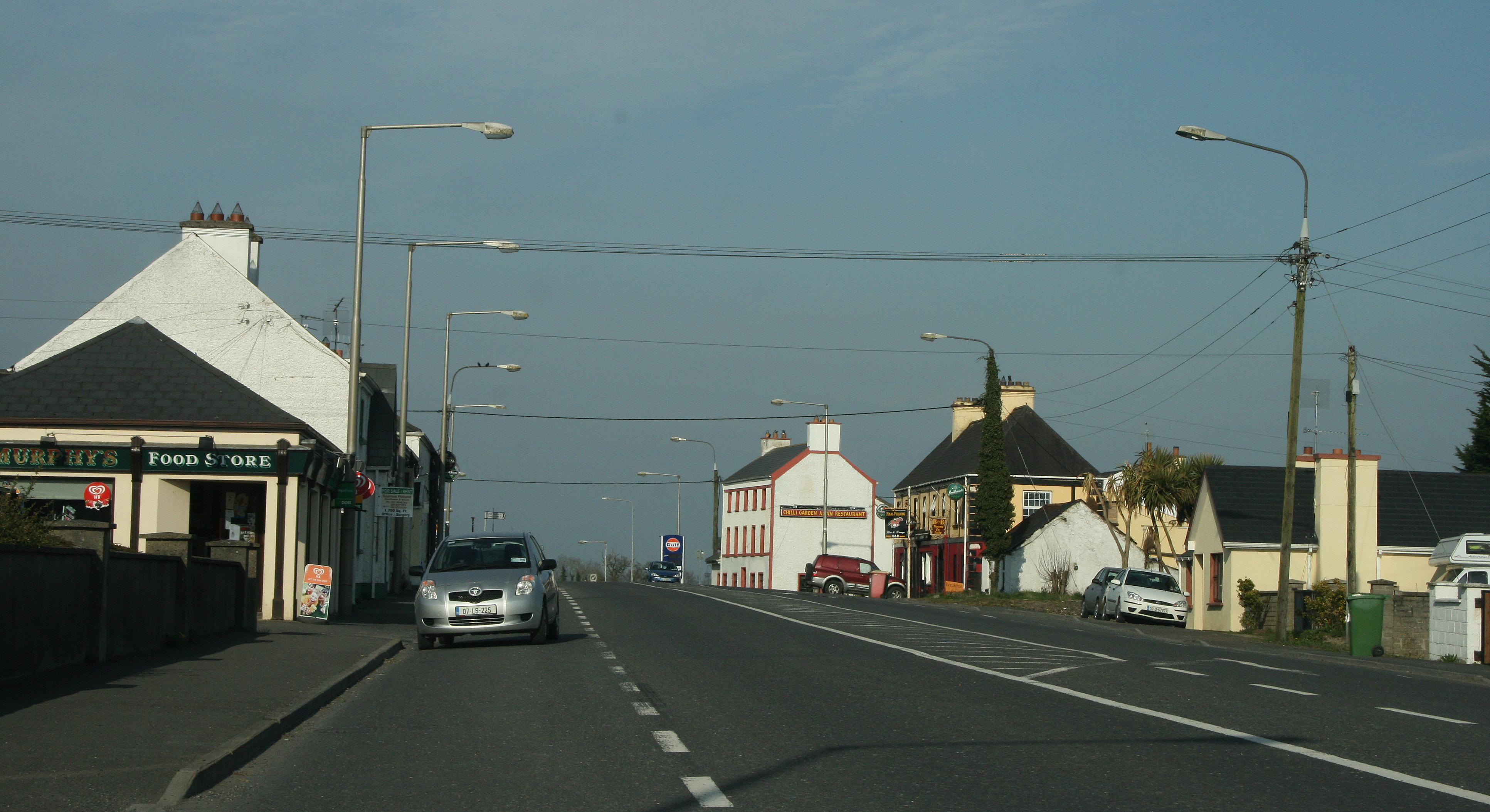

Баллибриттас (англ. Ballybrittas; ирл. Baile Briotáis) — деревня в Ирландии, находится в графстве Лиишь (провинция Ленстер). В деревне есть два паба, сервисный центр и магазин-почтамт.